# Z (roman)
Z est un roman de l'écrivain grec Vassilis Vassilikos, publié en 1966, dont le sujet est fondé sur l'assassinat du député Grigoris Lambrakis à Thessalonique en 1963. Il a été porté à l'écran en 1969 par Costa-Gavras.

## Le contexte historique

### Contexte de la rédaction
Ce livre est écrit au milieu des années 1960, dans une période qui s’intercale entre la fin de la domination de la droite en 1963 et l’avènement de la dictature des colonels en 1967. Bien qu’il soit légèrement antérieur au coup d’État du 21 avril 1967, il a par la suite été connoté comme lié à ce régime de dictature, alors qu’il concerne en fait le régime de démocratie autoritaire qui prévaut en Grèce au début de 1963.

### Contexte du roman

#### Le gouvernement de la droite grecque (1952-1963)
De 1952 à 1963, la Grèce est gouvernée par le maréchal Alexandros Papagos et son Rassemblement grec (en), puis par Constantin Caramanlis, qui rebaptise le parti ERE (Union radicale nationale). Ce parti détient la majorité absolue au Parlement hellénique.
Il s’agit d’un régime théoriquement parlementaire et démocratique, mais où les élections sont sous contrôle du gouvernement et où l’opposition est systématiquement et assez durement réprimée, sous couvert de lutte contre le communisme. Cette répression se fonde sur des lois venues soit de la dictature de Ioannis Metaxas, soit de l’Occupation, soit de la période de la guerre civile grecque : interdiction du Parti communiste grec ; possibilité de détention politique légale ; possibilité de détention administrative ; certificat de « loyauté nationale » dont la détention conditionne l’emploi ; contrôle de la CGT par des procédés divers. La répression est exercée par les services « normaux » : police, gendarmerie, armée ; par les services secrets d’obédiences diverses ; par des services officieux eux aussi d’obédiences diverses (gouvernement, famille royale, ambassade des États-Unis). Une des notions importantes de ces années est celle d’« État parallèle », qui se développe notamment en raison inverse des succès électoraux de la droite, avec une certaine composante de terreur.
Face l’ERE, se trouvent divers partis centristes et un parti de gauche, l’EDA (Gauche démocratique unie). Aux élections de 1958, l’EDA réalise un résultat remarquable : 25 % des voix ; en 1961, elle tombe à 14 %, mais les centristes, réunis autour de Georges Papandréou dans l’Union du centre atteignent 33 %. L’opposition obtient donc 47 % des voix, malgré les pressions exercées par le pouvoir.
En conséquence, le début des années 1960 est marqué par le développement de l’État parallèle, et c’est ce qui va amener l’attentat du 22 mai 1963, à l’encontre du député de l’EDA Grigóris Lambrákis, élu en 1961 dans la circonscription du Pirée.

#### Grigoris Lambrakis (1912-1963)
Grigoris Lambrakis, médecin-gynécologue, professeur à l’université d’Athènes, directeur d’une clinique sociale, est aussi un ancien sportif de haut rang (recordman de Grèce de saut en longueur de 1936 à 1959). 
Son engagement dans l’EDA s’accompagne de sa participation au mouvement de la paix, avec en particulier la marche Marathon-Athènes du 21 avril 1963.
Lambrakis est donc une personnalité connue en Grèce, et même en dehors de la Grèce.

#### L’affaire Lambrakis (1963-1966)
Le 22 mai, sortant d’un meeting du mouvement de la paix à Thessalonique, Grigoris Lambrakis est frappé à la tête par deux hommes roulant sur un triporteur ; il meurt le 27 mai de ses blessures. 
L’enquête et surtout l’instruction se déroulent à partir de novembre 1963 sous un gouvernement désormais dirigé par Georges Papandréou. Elles révèlent que les criminels sont des nervis d’extrême-droite, liés à plusieurs hautes personnalités de la police et de la gendarmerie. 
Le procès a lieu en 1966 alors que Papandréou, ayant dû démissionner en juillet 1965, a été remplacé par un gouvernement associant l’ERE et des éléments ralliés de l’Union du Centre. Il  aboutit à la condamnation de plusieurs des personnalités incriminées, pour « abus de pouvoir », et  ils subissent des peines qui sont assez faibles (amnistiées après le coup d’État du 21 avril).

## Éditions
Éditions grecques
- Édition originale : Athènes, Themelion, 1966

Éditions françaises (traduction de Pierre Comberousse)
- Édition originale : Paris, Gallimard, coll. « Du monde entier », 1967 (BNF 33208195)
- Édition de poche : Gallimard, coll. « Folio », 1972  (ISBN 2-07-036111-X)

Autres
Z a été traduit en de nombreuses langues, dernièrement en albanais (l'auteur a présenté le 2 juin 2016, à Tirana, la traduction, insistant sur le fait que son livre était toujours d'actualité face au fascisme qui « peut prendre toutes les couleurs »).